# Sektionaltor

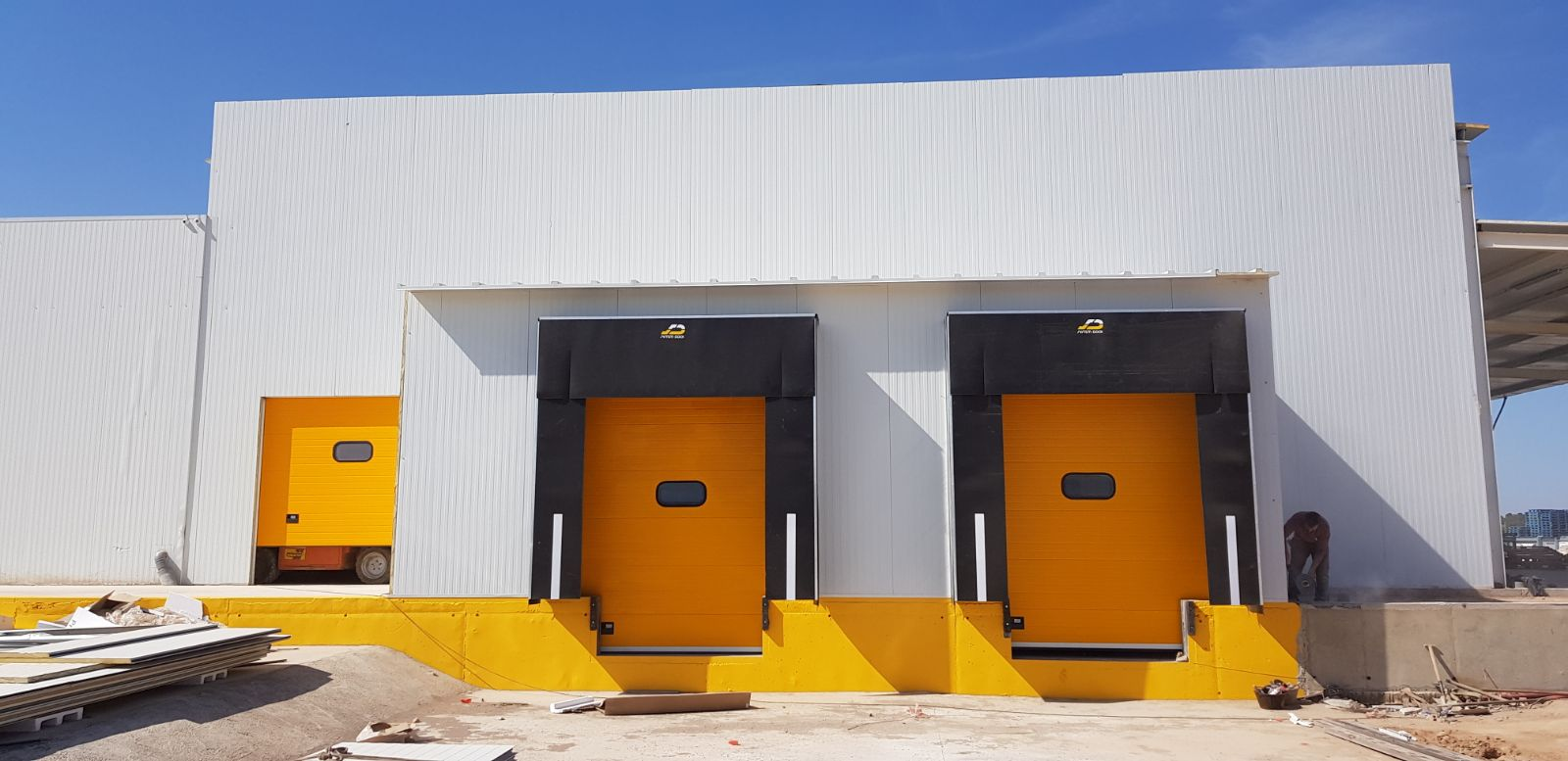
Verladerampe mit Sektionaltoren

Sektionaltore sind Tore bei denen die Oberfläche in mehrere einzelne waagrechte aufeinandergestellte sogenannte Sektionen unterteilt sind. In der Regel werden solche Tore in der Industrie an Verladerampen für LKW bei Speditionen oder als Garagentor verwendet. Das Torblatt ist waagerecht unterteilt und schließt sich von oben nach unten. Zusätzlich gibt es Seitenschiebe-Sektionaltore bei denen die Torglieder nicht am Sturz der Öffnung nach hinten ins Innere, sondern seitlich an der Wand entlang ins innere der Öffnung verschoben werden. Gegenüber dem Kipptor das auch als Schwingtor bezeichnet wird und dem Flügeltor, bietet es so den Vorteil, dass es auf der Außenseite der Toranlage keinen Bewegungsraum benötigt. In Konkurrenz zum Sektionaltor steht das Rolltor. Sektionaltor können auch als Schnelllauftore ausgeführt sein.
Die Sektionen sind durch Gelenke / Scharniere aneinandergefügt und werden durch das Aufrollen von Seilen auf entweder eine Torsionsfederwelle oder durch Zugfedersysteme nach oben gezogen, dabei ist das Stahlseil unten an der sogenannten Bodensektion befestigt. Seitlich befinden sich Laufrollen, die in Schienen geführt werden. So gelangt das Tor nach dem Öffnen in eine waagerechte Position unter der Decke.
Sektionaltore können manuell von Hand oder per Funk und einem elektrischen Garagentorantrieb geöffnet und geschlossen werden.
Die Sektionen können lichtdurchlässige Elemente haben.
Eine Besonderheit ist die Möglichkeit, zusätzlich eine sogenannte Schlupftür einzubauen. Hierdurch ergeben sich Einsparungen bei klimatisierten Hallen, da zum Hindurchgehen nur die Tür und nicht das Tor geöffnet werden muss und somit weniger Luftaustausch zwischen innen und außen erfolgt. Zudem kann eine Schlupftür eine Fluchtmöglichkeit bieten, wenn sich das Tor nicht mehr öffnen lässt.
Das sogenannte Bodenprofil kann als Sicherheitsprofil ausgeführt sein. Dieses spricht beim Schließen an, wenn ein Hindernis erkannt wird. So wird eine Quetschgefahr bzw. Einklemmen ausgeschlossen. Hierfür ist in Deutschland die DIN EN 12453 als technisches Regelwerk zu beachten und eine regelmäßige Wartung notwendig und auch vorgeschrieben.